# Platypalpus isabellae
Platypalpus isabellae är en tvåvingeart som beskrevs av Patrick Grootaert 1984. Platypalpus isabellae ingår i släktet Platypalpus och familjen puckeldansflugor. Inga underarter finns listade i Catalogue of Life.